# ملعب بنك إتش إف سي
ملعب بنك إتش إف سي (بالإنجليزية: HFC Bank Stadium)‏ هو ملعب متعدد الأغراض يقع في العاصمة الفيجية سوفا، يُستخدم عادةً لمباريات اتحاد الرغبي ودوري الرغبي بالإضافة إلى كرة القدم. يصل عدد مقاعده إلى 4,300.